# Cactosoma arenaria
Cactosoma arenaria är en havsanemonart som beskrevs av Oscar Henrik Carlgren 1931. Cactosoma arenaria ingår i släktet Cactosoma och familjen Halcampidae. Inga underarter finns listade i Catalogue of Life.